# Biatora cuprea
Biatora cuprea är en lavart som först beskrevs av Søren Christian Sommerfelt och som fick sitt nu gällande namn av Elias Fries. 
Biatora cuprea ingår i släktet Biatora och familjen Ramalinaceae.  Arten är reproducerande i Sverige. Inga underarter finns listade i Catalogue of Life.